# Wasserinformationssystem Austria
Das Wasserinformationssystem Austria ist eine interaktive Webplattform und enthält einschlägige Datenbanken, Tabellen, interaktive Karten, Abfragemöglichkeiten zur Wasserqualität und andere Informationen zu den relevanten Gewässern (Seen, Flüsse, Grundwasser) in Österreich sowie Links und Publikationen zum Download.
Das System wird vom Bundesministerium für Land- und Forstwirtschaft, Umwelt und Wasserwirtschaft betrieben und über die Land-, forst- und wasserwirtschaftliche Rechenzentrum Ges.m.b.H. gehostet.